# Institut français
Cet article possède un paronyme, voir Institut de France.
L’Institut français est un établissement public à caractère industriel et commercial (EPIC) français, géré par le ministère chargé des Affaires étrangères et le ministère chargé de la Culture pour l’action culturelle extérieure de la France.

## Historique
L'institut est créé par la loi relative à l'action extérieure de l'État du 27 juillet 2010 et organisé par le décret no 2010-1695 du 30 décembre 2010. Il remplace l’association Culturesfrance avec un périmètre d’action élargi et des moyens renforcés.
Après avoir été préfigurateur, à partir de juin 2010, Xavier Darcos en est le premier président exécutif de 2011 à 2015. Denis Pietton puis Antonin Baudry occupent brièvement la fonction. Bruno Foucher leur succède un peu plus d'un an avant d'être nommé ambassadeur de France au Liban.
Entre août 2017 et août 2020, Pierre Buhler en est le président. Depuis 2021, il s'agit d'Eva Nguyen Binh.

## Missions
L'Institut français travaille en étroite relation avec le réseau culturel français à l’étranger constitué de 98 instituts français et de 386 Alliances françaises dans le monde. Le processus de rattachement à l’Institut français des structures culturelles d’une dizaine de missions diplomatiques a été mené à titre expérimental : le Cambodge, le Chili, le Danemark, les Émirats arabes unis (EAU), la Géorgie, le Ghana, l’Inde, le Koweït, le Royaume-Uni, le Sénégal, la Serbie, Singapour et la Syrie sont les pays où est expérimenté de 2011 à 2014 le rattachement à l'Institut français,, mais il est jugé non concluant et le ministre décide de renoncer à ce projet.
En créant l'Institut français, le gouvernement a en effet souhaité confier à une même agence la promotion de l’action culturelle extérieure de la France en matière d’échanges artistiques - spectacle vivant, arts visuels, architecture -, de diffusion dans le monde du livre, du cinéma, de la langue française, des savoirs et des idées. À ce titre, il développe un nouveau programme de diffusion de la culture scientifique.
L’Institut français poursuit les missions d’accueil en France des cultures étrangères, à travers l’organisation de « saisons » ou festivals et de coopération avec les pays du sud, en assurant notamment la gestion du Fonds Sud cinéma, dispositif de soutien au cinéma du sud, en partenariat avec le Centre national du cinéma et de l'image animée. Il développe un programme de résidences internationales en France comme à l’étranger.
Il assure également de nouvelles missions de formation et professionnalisation des agents du réseau culturel français à l’étranger.
Depuis 2019, de nombreux Instituts français ont monté un partenariat avec l'ONG International Impact, afin de permettre à des jeunes français d'effectuer un service Civique international.

## Moyens et contrat d'objectifs et de performance
Les orientations de l'Institut sont précisées par un contrat d'objectifs et de performance. Le troisième contrat couvre la période 2020 à 2022. Dans le projet de loi de finances pour 2021, la subvention à l'Institut français est de 28,8 millions d'euros (la subvention du ministère de la culture est vingt fois moins importante que celle du ministère de l'Europe et des affaires étrangères). Le contrat assigne quatre axes stratégiques : accompagner le rayonnement de la culture et des industries culturelles et créatives françaises et francophones ; promouvoir la langue française et soutenir les centres de langue ; renforcer la démarche partenariale au service du développement international ; poursuivre la modernisation de la gestion de l'établissement.

## Histoire des instituts et centres culturels français
L'Institut français de Florence fut le premier institut créé en 1907 par Julien Luchaire grâce à l’aide de la Faculté des lettres de Grenoble. Par la suite d'autres suivront, tels Athènes en 1907, Barcelone et Naples en 1919, qui joueront un rôle important dans la construction de liens culturels profonds entre la France et chaque pays.
Historiquement les instituts français créés dans la première moitié du XXe siècle sont nés grâce à l'implication d'établissements universitaires, alors que les centres culturels français, créés généralement plus tard, dans la seconde moitié du XXe siècle ou au début du XXIe siècle ont été créés directement par l'État français. Cette différence n'existe plus et les centres culturels adoptent désormais progressivement la dénomination d'institut français.

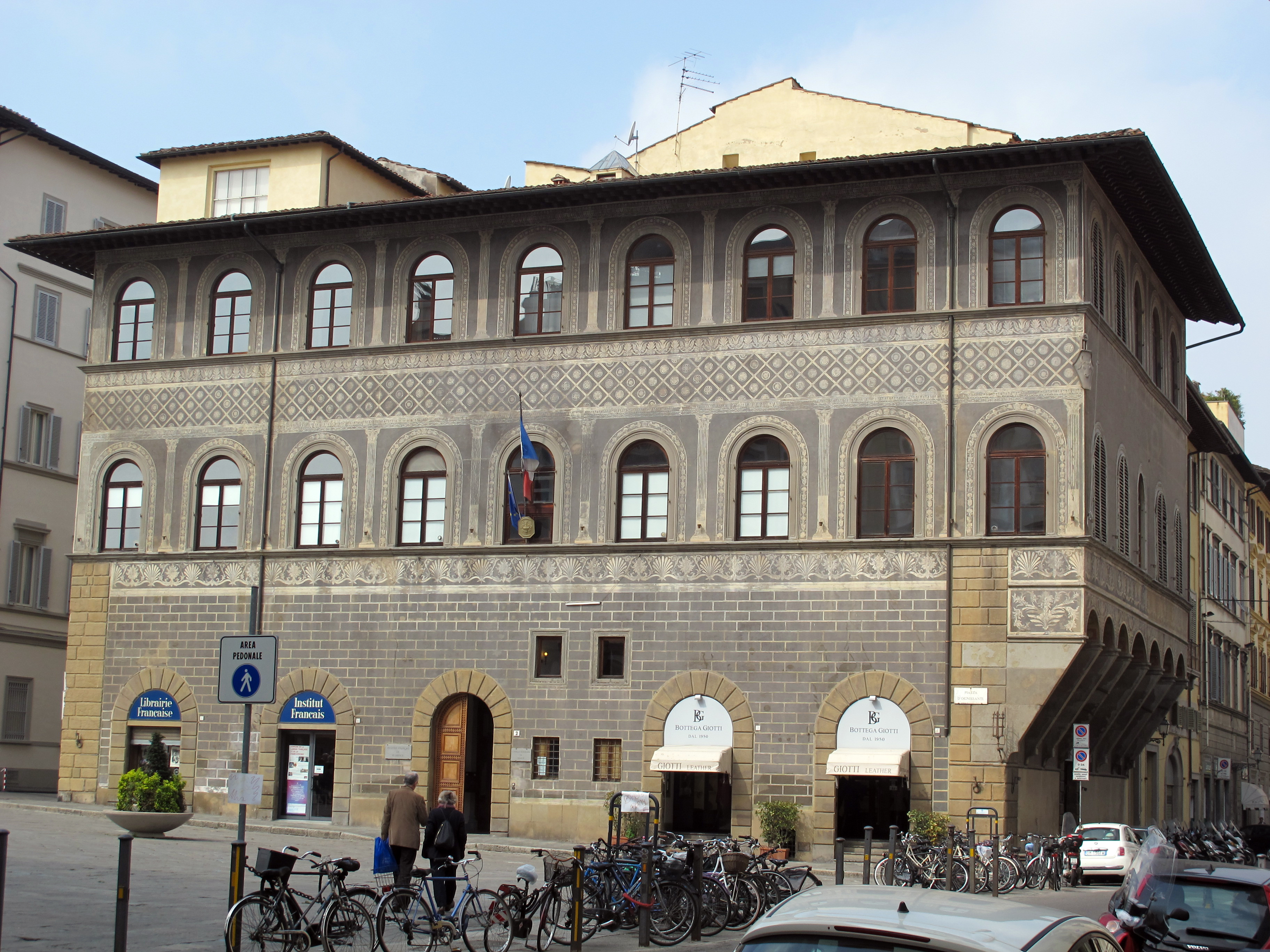
L'institut français de Florence (1907) est le plus ancien des instituts français.

Certains établissements ont un statut binational, régi par un accord intergouvernemental, notamment en Guinée (Conakry), en Guinée-Bissau (Bissau), au Mozambique (Maputo), en Namibie (Windhoek) ou au Niger (centre culturel franco-nigérien Jean Rouch de Niamey).
Les 98 Instituts français, ainsi que leurs 128 antennes sont des établissements relevant du ministère chargé des Affaires étrangères chargés de promouvoir la coopération culturelle, intellectuelle et audiovisuelle entre professionnels, de présenter la création contemporaine française et francophone pour tous les publics (à commencer par le jeune public), de promouvoir l'enseignement supérieur français auprès des étudiants et enseignants étrangers et d'offrir une offre complète d'enseignement de la langue française.
Ils ont généralement au sein des ambassades de France dont ils dépendent, un statut d'établissement à autonomie financière qui, sans leur conférer la personnalité juridique, donnent à leur directeur la qualité d'ordonnateur et la responsabilité du budget dévolu à l'établissement (dotation du ministère des Affaires étrangères et ressources propres), avec un fonds de réserve non soumis à l'annualité qui permet une programmation pluriannuelle. À partir de 2010, le ministère a mis en œuvre un programme de fusion rassemblant dans chaque pays les différents instituts français préexistant et le service de coopération et d'action culturelle de l'Ambassade de France dans un institut français unique.
Ils sont financés majoritairement ou partiellement par leurs recettes propres, levées au titre de leur offre de cours de français langue étrangère (structurellement bénéficiaire) et du mécénat (pour ceux ayant une véritable ambition en matière d'ingénierie culturelle). L'impact de l'investissement financier consenti par l'État français pour l'entretien de ce réseau (charges de fonctionnement, charges de personnel) doit ainsi être évalué au cas par cas en fonction de l'effet de levier de son investissement ; l'ensemble du dispositif de coopération culturel français à l'étranger est désormais couvert par des procédures de contrôle de gestion qui permettent, de manière quantitative (et dans une moindre mesure qualitative) d'évaluer le ratio coût/efficacité de ce dispositif).
Par ailleurs les instituts français de recherche à l'étranger (IFRE) dépendent conjointement du ministère chargé des affaires étrangères et du CNRS.
Aujourd'hui, les instituts français et centres culturels français (CCF) constituent des leviers indispensables pour le développement de coopérations en réseau entre professionnels de la culture et de l'enseignement ainsi que pour la promotion de la diversité culturelle et linguistique. Un rapprochement entre l'Institut français et la Fondation des alliances françaises est esquissé dans une convention en date du 2 octobre 2019, s'appuyant sur les préconisations d'un rapport de Pierre Vimont, ambassadeur de France.

## Liste des instituts français dans le monde

### Établissements culturels

#### Afrique
| Pays                             | Institut français                                        | Villes                                                                                        |
| -------------------------------- | -------------------------------------------------------- | --------------------------------------------------------------------------------------------- |
| Algérie                          | Institut français d'Algérie                              | Alger, Annaba, Constantine, Oran, Tlemcen, Tizi Ouzou (fermé)                                 |
| Bénin                            | Institut français du Bénin                               | Cotonou, Parakou                                                                              |
| Burkina Faso                     | Institut français du Burkina Faso                        | Bobo-Dioulasso, Ouagadougou                                                                   |
| Cameroun                         | Institut français du Cameroun                            | Douala, Yaoundé                                                                               |
| Cap-Vert                         | Institut français du Cap-Vert                            | Prainha Praia (fermé)                                                                         |
| Côte d'Ivoire                    | Institut français de Côte d'Ivoire                       | Abidjan                                                                                       |
| République du Congo              | Institut français du Congo                               | Brazzaville, Pointe-Noire                                                                     |
| Djibouti                         | Institut français de Djibouti                            | Djibouti                                                                                      |
| Égypte                           | Institut français d'Égypte                               | Alexandrie, Le Caire, Héliopolis                                                              |
| Gabon                            | Institut français du Gabon                               | Libreville                                                                                    |
| Ghana                            | Institut français du Ghana                               | Accra                                                                                         |
| Guinée                           | Institut français de Guinée                              | Conakry                                                                                       |
| Guinée équatoriale               | Institut français de Guinée équatoriale                  | Malabo                                                                                        |
| Libye                            | Institut français de Libye                               | Benghazi,Tripoli                                                                              |
| Maroc                            | Institut français du Maroc                               | Agadir, Casablanca, El Jadida, Fès, Kénitra, Marrakech, Meknès, Oujda, Rabat, Tanger, Tétouan |
| Madagascar                       | Institut français de Madagascar                          | Antananarivo (Tananarive)                                                                     |
| Mali                             | Institut français du Mali                                | Bamako                                                                                        |
| Mauritanie                       | Institut français de Mauritanie                          | Nouakchott                                                                                    |
| Maurice                          | Institut français de Maurice                             | Rose Hill                                                                                     |
| Nigeria                          | Institut français du Nigeria                             | Abuja                                                                                         |
| République démocratique du Congo | Institut français de la République démocratique du Congo | Kinshasa, Lubumbashi, Bukavu                                                                  |
| Rwanda                           | Institut français du Rwanda                              | Kigali                                                                                        |
| Sénégal                          | Institut français de Dakar                               | Dakar, Saint-Louis                                                                            |
| Soudan Soudan du Sud             | Institut français du Soudan                              | Djouba (Soudan du Sud), Khartoum (Soudan)                                                     |
| Tchad                            | Institut français du Tchad                               | N'Djaména                                                                                     |
| Togo                             | Institut français du Togo                                | Lomé                                                                                          |
| Tunisie                          | Institut français de Tunisie                             | Sfax, Sousse, Tunis                                                                           |

#### Amériques
| Pays       | Institut français                     | Villes                |
| ---------- | ------------------------------------- | --------------------- |
| Argentine  | Institut français d'Argentine         | Buenos Aires          |
| Chili      | Institut français du Chili            | Providencia, Santiago |
| Costa Rica | Institut français d'Amérique centrale | San José              |
| Haïti      | Institut français en Haïti            | Port-au-Prince        |
| Mexique    | Institut français d'Amérique latine   | Mexico                |
| États-Unis | Maison française de Washington        | Washington            |
| États-Unis | French Institute Alliance Française   | New York              |

#### Asie
| Pays                | Institut français                           | Villes |
| ------------------- | ------------------------------------------- | --- |
| Afghanistan         | Institut français d'Afghanistan             | Kaboul |
| Arménie             | Institut français d'Arménie                 | Erevan |
| Azerbaïdjan         | Institut français d'Azerbaïdjan             | Bakou |
| Birmanie            | Institut français de Birmanie               | Rangoun |
| Cambodge            | Institut français du Cambodge               | Battambang, Phnom Penh, Siem Reap |
| Chine               | Institut français de Chine                  | Pékin |
| Corée du Sud        | Institut français de Corée du Sud           | Séoul |
| Émirats arabes unis | Institut français des Émirats arabes unis   | Abu Dhabi |
| Géorgie             | Institut français de Géorgie                | Tbilissi |
| Inde                | Institut français en Inde                   | New Delhi |
| Indonésie           | Institut français d'Indonésie               | Bandung, Jakarta, Surabaya, Yogyakarta |
| Irak                | Institut français en Irak                   | Bagdad, Erbil |
| Israël              | Institut français d'Israël                  | Beer-Sheva, Haïfa, Nazareth, Tel Aviv |
| Japon               | Institut français du Japon - Villa Kujoyama | Kyoto |
| Japon               | Institut français du Japon                  | Tokyo, Kyoto, Fukuoka, Osaka, Yokohama |
| 🇰🇼 Koweït           | Institut francais du Koweït                 | Koweït |
| Israël Palestine    | Institut français de Jérusalem              | Gaza, Jérusalem-Ouest, Jérusalem-Est, Naplouse, Ramallah |
| Jordanie            | Institut français de Jordanie               | Amman |
| Liban               | Institut français du Liban                  | Beyrouth, Tripoli, Sidon, Deir el-Qamar, Zahlé, Jounieh, Nabatieh, Tyr, Baalbek |
| Ouzbékistan         | Institut français d'Ouzbékistan             | Tachkent (fermé) |
| Qatar               | Institut français du Qatar                  | Doha |
| Singapour           | Institut français de Singapour              | Singapour |
| Syrie               | Institut français de Syrie                  | Alep, Damas et Lattaquié (a fusionné en 2003 avec l'Institut français d'archéologie du Proche-Orient et le Centre d'études et de recherches sur le Moyen-Orient contemporain de Beyrouth pour donner l'Institut français du Proche-Orient.) |
| Timor oriental      | Institut français du Timor oriental         | Dili (antenne de l'Institut français d'Indonésie) |
| Turkménistan        | Institut français du Turkménistan           | Achgabat |
| Vietnam             | Institut français du Vietnam                | Da Nang, Hanoï, Hô Chi Minh-Ville et Hué |
| Yémen               | Institut français du Yémen                  | Sanaa |

#### Europe
| Pays               | Institut français                       | Villes |
| ------------------ | --------------------------------------- | --- |
| Allemagne          | Institut français d'Allemagne           | Aix-la-Chapelle, Berlin, Bonn, Brême, Cologne, Dresde, Düsseldorf, Erfurt, Erlangen, Essen, Francfort-sur-le-Main, Heidelberg, Hambourg, Leipzig, Mayence, Munich, Magdebourg, Stuttgart |
| Autriche           | Institut français d'Autriche            | Vienne, Innsbruck |
| Bosnie-Herzégovine | Institut français de Bosnie-Herzégovine | Banja Luka, Mostar, Sarajevo, Tuzla |
| Bulgarie           | Institut français de Bulgarie           | Sofia, Varna |
| Chypre             | Institut français de Chypre             | Nicosie |
| Croatie            | Institut français de Zagreb             | Zagreb |
| Danemark           | Institut français du Danemark           | Copenhague |
| Espagne            | Institut français d'Espagne             | Barcelone, Bilbao, Madrid, Saragosse, Séville, Valence |
| Estonie            | Institut français d'Estonie             | Tallinn |
| Finlande           | Institut français de Finlande           | Helsinki |
| Grèce              | Institut français de Grèce              | Athènes, Larissa, Livadiá, Patras, Thessalonique |
| Hongrie            | Institut français de Budapest           | Budapest |
| Italie             | Institut français d'Italie              | Florence, Milan, Naples, Palerme, Rome |
| Lettonie           | Institut français de Lettonie           | Riga |
| Lituanie           | Institut français de Lituanie           | Vilnius |
| Luxembourg         | Institut français du Luxembourg         | Luxembourg |
| Macédoine du Nord  | Institut français de Skopje             | Skopje |
| Monténégro         | Institut français du Monténégro         | Podgorica |
| Norvège            | Institut français de Norvège            | Oslo, Stavanger |
| Pays-Bas           | Institut français des Pays-Bas          | Amsterdam, Groningue |
| Pologne            | Institut français de Pologne            | Cracovie, Varsovie |
| Portugal           | Institut français du Portugal           | Lisbonne |
| République tchèque | Institut français de Prague             | Prague |
| Roumanie           | Institut français de Roumanie           | Bucarest, Cluj-Napoca, Iași, Timișoara |
| Royaume-Uni        | Institut français d'Écosse              | Édimbourg |
| Royaume-Uni        | Institut français du Royaume-Uni        | Londres |
| Russie             | Institut français de Russie             | Moscou, Saint-Pétersbourg |
| Serbie             | Institut français de Serbie             | Belgrade, Niš, Novi Sad |
| Slovaquie          | Institut français de Slovaquie          | Bratislava |
| Slovénie           | Institut français de Slovénie           | Ljubljana |
| Suède              | Institut français de Stockholm          | Stockholm |
| Turquie            | Institut français de Turquie            | Ankara, Istanbul, Izmir |
| Ukraine            | Institut français d'Ukraine             | Kiev |
| Vatican            | Institut français - Centre Saint-Louis  | Rome |

### Établissements de recherche
- Institut de recherche sur le Maghreb contemporain (IRMC) - Tunis
- Institut de recherche sur l'Asie du Sud-Est contemporaine (IRASEC) - Bangkok
- Institut français d'archéologie orientale (IFAO) - Le Caire (rattaché au MESR et non au MAE)
- Institut français de Pondichéry (IFP) - Pondichéry
- Institut français de recherche en Afrique (IFRA) - Ibadan - Nairobi
- Institut français de recherche en Iran (IFRI) - Téhéran
- Institut français du Proche-Orient (IFPO) - Damas – Beyrouth – Amman
- Institut français d'Afrique du Sud (IFAS) - Johannesburg
- Institut français d'études anatoliennes (IFEA) - Istanbul
- Institut français d’études andines (IFEA) - Lima
- Institut français d’études sur l’Asie centrale (IFEAC) - Tachkent
- Centre de recherche français à Jérusalem (CRFJ) - Jérusalem
- Maison française d'Oxford (MFO) - Grande-Bretagne

## Organisation

### Présidents exécutifs
| Période               | Nom                | Notes                                                      |
| --------------------- | ------------------ | ---------------------------------------------------------- |
| 2011-2015             | Xavier Darcos      | Préfigurateur dès 2010                                     |
| Janvier-mai 2015      | Antonin Baudry     | Démissionnaire « pour poursuivre des projets personnels ». |
| Mai-décembre 2015     | Denis Pietton (tr) | Mort en fonction.                                          |
| 2016-2017             | Bruno Foucher      | Nommé ambassadeur au Liban                                 |
| 2017-2020             | Pierre Buhler      | Terme du mandat de trois ans                               |
| août 2020 - juin 2021 | Erol Ok (d)        | Directeur général délégué, président par intérim           |
| 1er juillet 2021 -    | Eva Nguyen Binh    |                                                            |

### Directeurs généraux délégués
| Période         | Nom                        |
| --------------- | -------------------------- |
| 2011-2014       | Sylviane Tarsot-Gillery    |
| 2014-2019       | Anne Tallineau             |
| 2020-2024       | Erol Ok                    |
| Depuis mai 2024 | Hugues Ghenassia-de Ferran |

### Secrétaires généraux
| Période          | Nom                         |
| ---------------- | --------------------------- |
| 2011-2013        | Laurence Auer               |
| 2013-2014        | Pierre Colliot (d)          |
| 2014-2016        | Nicolas Gomez               |
| Depuis mars 2016 | Clément Bodeur-Crémieux (d) |

## Projets d'envergure
IFcinémaPlateforme de diffusion de films et de documentaire.
IFprofsRéseau social professionnel à destination des enseignants de français.
CulturethèqueService de diffusion de contenus culturels francophones.
La Nuit des Idées
L'événement déclencheur est le Blackmarket for Useful Knowledge and Non-Knowledge n°18, organisé par la plateforme artistique Council, provoquant 150 dialogues et exercices pour rétrécir et étendre l'humain, le 21 novembre 2015, au Musée de l'Homme à Paris, sur le thème : devenir terriens.
Le 26 janvier 2017, la Nuit des idées, initiée par l'Institut français, propose un vaste débat international d'idées sur une thématique renouvelée chaque année :
- 2017 : un monde commun[30] ;
- 2018 : l'imagination au pouvoir[30] ;
- 2019 : face au présent[31];
- 2020 : être vivant[32].
- 2022: Re Construire ensemble[33]
- 2023: Plus[34]
- 2024: Ligne de Faille[35]

L'opération se déroule presque en simultané dans une cinquantaine de pays, mais également sur l'Internet.